# Adolfo Ruiz Cortines, Chiapas
Adolfo Ruiz Cortines är en ort i Mexiko.   Den ligger i kommunen Tecpatán och delstaten Chiapas, i den sydöstra delen av landet, 700 km öster om huvudstaden Mexico City. Adolfo Ruiz Cortines ligger 236 meter över havet och antalet invånare är 590.
Terrängen runt Adolfo Ruiz Cortines är kuperad. Runt Adolfo Ruiz Cortines är det ganska glesbefolkat, med 42 invånare per kvadratkilometer. Närmaste större samhälle är Ostuacán, 13,8 km norr om Adolfo Ruiz Cortines. I omgivningarna runt Adolfo Ruiz Cortines växer huvudsakligen savannskog.